# Jonathan Ægidius
Jonathan Ægidius (født 22. april 2002) er en dansk fodboldspiller, der spiller for Lyngby Boldklub.

## Klub karriere

### Lyngby
Ægidius begyndte sin karriere som ungdomsspiller i Lyngby Boldklub, hvor han nåede at spille en kamp, det var i en 9-0 sejr over Slagelse i DBU Pokalen han blev skiftet ind i stedet for Frederik Schram i det 73. minut.

#### Brøndby
I januar 2021 satte Ægidius sit navn på en 4-årig kontrakt med Brøndby IF, som betød at han til sommeren 2021 skulle skifte fra Lyngby BK til Brøndby IF,
men Lyngby BK og Brøndby IF blev enige om, at Ægidius skulle skifte med det samme.
Ægidius er lige nu en del af U19-holdet i Brøndby IF.